# Andy MacNae
Andy MacNae (né le 29 avril 1965) est un homme politique du Parti travailliste britannique qui est député de Rossendale et Darwen depuis 2024.

## Biographie
Passionné de cyclisme, il est administrateur de Cycling UK. Il est le directeur de Venture Extreme Consultancy Limited dont le site Internet le décrit comme « une autorité de premier plan dans le développement de destinations de sports extrêmes et d'aventure ». Il note également que MacNae est « le responsable national et le directeur général adjoint du British Mountaineering Council (BMC). Il progresse jusqu'à devenir directeur général de Mountain Services (la branche commerciale de l'alpinisme au Royaume-Uni) et du Mountain Heritage Trust ».

## Livres
- Andy MacNae, Adge Last et Andy Newton, Safety on Mountains, British Mountaineering Council, 2000 (ISBN 978-0-903908-27-6)